# Ingress (videohra)
Ingress je online multiplayerová hra využívající rozšířené reality, kterou vytvořilo studio Niantic Labs. Princip hry spočívá v "obsazování", propojování a ničení tzv. portálů, které se zobrazují v aplikaci na mapě založené na mapě reálného světa. Práce s portály vyžaduje, aby se hráči přesouvali v reálném světě a jednotlivé herní úkony v aplikaci prováděli na místech, jimž odpovídají místa v herním světě.
K roku 2022 je hra dostupná pro zařízení s OS Android a pro iOS. 

## Příběh
Niantic Labs vyzkoumala novou hmotu také zvanou jako "Exotic Matter" – XM energie se hromadí kolem portálů – ty jsou u zajímavých míst jako například umění – street art, sochy, monumenty, architektonicky zajímavých místech, a podobně.
Portály na Zemi otevírají neznámí mimozemšťané (tzv. Shapers, volně přeloženo jako Tvarovači). Hráči se pak dělí na skupiny – tzv. Osvícení (Enlightened), kteří věří, že nové technologie, které mimozemšťané nabízí, pozvednou lidskou rasu na novou úroveň a proti nim stojí Odpor (Resistance), kteří jsou konzervativní a brání se změnám – nechtějí nechat neznámé mimozemšťany jen tak působit na lidstvo. Tak začaly boje, obsazování portálů a jejich propojování do polí.

## Princip hry

### Rozdělení do frakcí
Hráči na začátku zvolí k jaké frakci budou patřit – „Enlightened“ (Osvícení - zelená barva) – též mezi komunitou označovány jako „žabičky“ a nebo „Resistance“ (Odpor - modrá barva) – „šmoulové“. Hráči pro svou frakci obsazují a hackují portály a následně je svazují do polí (propojení 3 portálů). Portály jsou virtuální přičemž se vyskytují na GPS pozicích reálných staveb a monumentů. Portály je možné vidět jen v herní aplikaci nebo na webové stránce provozovatele, herní mapě – tzv. Intelu. Cílem je užít si hru. Frakce mezi sebou soupeří o maximální počet obsazených portálů a o vytvoření pole o co nejvyšší rozloze – ta poté dávají samotné body stranám (tzv. Mind Units – MUs).
Součástí "oslav" u příležitost desátého výročí vydání hry se v roce 2022 stalo také uvedení třetí "červené" frakce, kolem níž se má odvíjet část herního příběhu do budoucna. K této frakci nebylo možné se k prosinci 2022 z pozice běžného hráče přidat.

### Spojování portálů
Hlavním cílem hry je vytváření tzv. "kontrolovaných polí (Control Field)" které se tvoří prolinkováním (spojením) 3 portálů. Vznikají tedy pole ve tvaru trojúhelníků. Tyto pole se za určitých podmínek mohou překrývat. Aby mohl být vytvořen link, hráč musí vlastnit klíč od cílového portálu (ten je jednorázový a získává se jako ostatní předměty ve hře hackováním portálu) a portál z kterého se linkuje musí být v akčním rádiusu hráče.
Kolem každého portálu se generuje energie (bílé body, XM), kterou hráči sbírají a využívají k dalším činnostem – hackování portálů, osazování portálů rezonátory (kondenzátory energie), dobíjení rezonátorů apod. XM energie se také vyskytuje na místech s vysokou koncentrací lidí.
Obsazení portálu je možné až po jeho neutralizaci (tzn. když energie portálu je rovna 0), čehož se docílí útočením na portál nebo jeho postupným vybitím (z plného stavu do nuly to trvá týden). K útočení slouží tzv. XMP Burstery nebo Ultra strikes, které hráč sbírá hackováním portálů.
Jednotlivé portály se mohou nalinkovat (propojit) pokud splňují následující 3 kritéria
1: mají dostatek energie (čím větší vzdálenost, tím více energie je potřeba)
2: dosazené všechny rezonátory (8)
3: patří vaší frakci.
4: mezi portály nepřekáží žádný link (propojení)
Jednotlivým stranám se sčítají body, tzv. mind units (jednotky mysli, zkráceně MUs), za vytvořená pole prolinkováním 3 portálů do trojúhelníku. MUs se nezískávají podle velikosti pole v m², ale podle počtu lidí v poli "uzavřených". Pokud tedy vytvoříte pole např. o velikosti 100m2 nad zabydleným územím, získate o mnoho větší počet MUs, než za pole stejné velikosti nad územím neobydleným (nejméně však 1 MU).

### Předměty ve hře
- Resonators – energetický zdroj portálu (baterie).
- Portal keys – pro propojení portálů (hráč musí mít klíč od cílového portálu) a pro vzdálené dobíjení rezonátorů
- Portal Shields – ochrana portálu proti útočícímu hráči – štít
- Force Amplifier – zesílení obrany portálu proti útočníkům
- Link Amplifier – zvyšuje vzdálenost možného propojení
- Soft Bank Ultra Link – zvyšuje vzdálenost propojení, počet odchozích propojení a sílu štítů
- Multi-hack – zvyšuje počet hacků v řadě
- Heat Sink – zkracuje dobu mezi jednotlivými hacky
- Turret – zvyšuje rychlost útoku hackovaného portálu
- Zbraně
  - XMP Bursters – slouží k útoku na nepřátelský portál
  - Ultra Strikes – slouží hlavně k ničení štítů na nepřátelském portálu
  - Jarvis Virus – slouží k okamžitému přebrání portálu na stranu Enlightened
  - ADA Refactor – slouží k okamžitému přebrání portálu na stranu Resistance
- Media Items – předměty (videa) spojené s příběhem hry
- Power Cubes – slouží k okamžitému dobití XM energie
- Lawson Power Cube – stejně jako Power Cube slouží k dobití XM energie přičemž přidává další energii navíc k XM baru
- Capsule – slouží k uložení většího množství herních předmětů (hlavní použití je např. pro filtrování a uchovávání klíčů k portálům nebo předání většího množství předmětů jinému hráči)
- Key Locker – slouží k uchování klíču přičemž se nezapočítávají do inventáře. Maximální počet je 5ks Key Lockerů – tento předmět je placený, tzn. podmíněn in-app platbou
- MUFG Capsule

## XM Anomálie
Ve hře se také pravidelně pořádají tzv. XM Anomálie které se situují do větších hlavních či krajských měst. Jedná se o událost která je pořádána přibližně 4× ročně, a sjedou se na ní lidé z celého světa aby následně bojovali o dané město, a mohou tak ovlivnit příběh hry. Jedná se o jednodenní záležitost. Druhý den obvykle probíhá tzv. Mission Day. Za odměnu obvykle dostane hráč upomínkovou medaili přímo do scanneru.

### Uskutečněné anomálie
2017
4.11 – 2.12.2017 – EXO5
28.8 – 23.9.2017 – 13MAGNUS Reawakens
2016
12.11.2016 – Via Noir
27.8 – 24.9 2016 – Via Lux
28.5 – 25.6 2016 – Aegis Nova
27.2 – 2.4 2016 – Obsidian
2015
10.10 – 12.12 2015 – Abaddon
30.5 – 20.6 2015 – Persepolis
21.2 – 28.3 2015 – Shōnin
2014
18.10 – 13.12 2014 – Darsana
12.7 – 27.9 2014 – Helios

## Vývoj hry a aplikací
Počátky hry jsou spojené s vývojem aplikace Google Earth v rámci společnosti Google. Z původního vývojářského týmu se vyčlenila skupina s cílem vyvinout nad novým způsobem zobrazování mapy nové aplikace. Po experimentálním projektu Field Trip započala práce na projektu Ingress. Hra pak byla uvedena ve verzi pro Android v roce 2012.
Společnost Niantic Labs ještě jako součást společnosti Google vyvinula Ingress nejprve pro Android (datum vydání 19.12.2013), a následně se hra stala multiplatforní, příchodem verzí pro iOS (14.7.2014).
Část herních principů testovaných v rámci hry Ingress je vývojáři následně přejímána do hry Pokémon Go. Geografická data vygenerovaná hráči Ingressu jsou současně využívána jako základní data v rámci této hry.
V roce 2018 došlo k zásadní úpravě hry z hlediska grafiky i některých principů, když byla vydána nová verze hry s názvem Ingress Prime. V době vydání verze Prime měla původní verze Ingress kolem 20 milionů stažení. Oproti původní verzi 1.0 je nová verze 2.0 vybudovaná pomocí herního enginu Unity. Nová verze především přinesla zjednodušení herního rozhraní, přinesla jednodušší úvod do hry pro nové hráče a přišla s konceptem umožňujícím návrat pokročilých hráčů na úroveň 1 při zachování části výhod získaných v průběhu hry. 

## Seriál
V souvislosti s vydáním aktualizované verze hry Ingress Prime došlo k vydání animovaného seriálu Ingress: The Animation ve stylu anime na streamovací službě Netflix. Základní zápletka seriálu se točí kolem "exotické hmoty", s níž pracuje i hlavní herní princip hry Ingress Prime. Za seriálem stojí režisér Yuhei Sakuragi, který spolupracoval s animátorem Takeshim Hondou.